# Heidi Schmidová
Adelheid "Heidi" Schmidová provdaná Heidi Grundmannová (* 5. prosince 1938 Klagenfurt, Rakousko) je bývalá německá sportovní šermířka, která se specializovala na šerm fleretem.
Západní Německo a spojený německý olympijský tým reprezentovala v padesátých a šedesátých letech. Na olympijských hrách startovala v roce 1960, 1964 a 1968 v soutěži jednotlivkyň a družstev. V soutěži jednotlivkyň získala na olympijských hrách 1960 zlatou olympijskou medaili. V roce 1961 získala titul mistryně světa v soutěži jednotlivkyň. S německým družstvem fleretistek vybojovala na olympijských hrách 1964 bronzovou olympijskou medaili a s družstvem vybojovala v roce 1957 a 1958 druhé místo na mistrovství světa.